# Besas
Besas (griego: Βέσσας, romanización Bessas) (antes de 480-después de 554) fue un general bizantino de origen godo y nacido en Tracia, principalmente conocido por su participación en las guerras de Justiniano I. Se distinguió en la lucha contra los persas sasánidas en la Guerra de Iberia, y bajo el mando de Belisario en la Guerra Gótica, pero después de la salida de este de Italia fracasó frente a los resurgidos godos y fue en gran parte responsable de la pérdida de Roma en el año 546. Vuelto a Oriente en deshonra, se le nombró comandante en la Guerra Lázica, a pesar de su avanzada edad. Allí se redimió con la reconquista de Petra, pero su posterior ineficacia llevó a Justiniano a destituirlo y exiliarlo a Abjasia.

## Origen
Según el historiador contemporáneo Procopio de Cesarea, Besas nació en la década de 470, en una familia noble de procedencia goda establecida en Tracia desde tiempo atrás, que formaba parte de la comunidad goda que no había seguido a Teodorico el Grande en la invasión de Italia de 488, entonces en poder de Odoacro. Procopio indica la fluidez con la que hablaba el gótico, pero otro escritor contemporáneo, Jordanes, afirma que provenía del asentamiento de Castra Martis, conformado por sármatas y algunos hunos (Getica 265). Estas afirmaciones han sido interpretadas de diversas formas pero la mayoría de los estudiosos modernos apoyan un origen godo. Sin embargo, según Patrick Amory, es imposible sacar de las fuentes escritas una conclusión definitiva acerca de su origen étnico. Amory sostiene que Besas es un ejemplo típico de la «borrosa identidad etnográfica» que existía entre los pueblos balcánicos durante el siglo vi, sobre todo entre los militares.

## Carrera militar en Oriente

Mapa del área fronteriza entre el Imperio bizantino y Persia.

Muy poco se sabe sobre los primeros años de la vida y de la carrera militar de Besas: se unió al ejército imperial en su juventud y de acuerdo con Procopio ya estaba «experimentado en la guerra» en 503, cuando estalló la Guerra Anastasiana con los persas sasánidas. Tomó parte en la contienda como oficial, pero no se sabe nada de su participación en ella. Por otra parte, es probable que se identifique con un comes del mismo nombre mencionado en una carta del obispo Jacobo de Serugh (m. 521). Si esta identificación es válida, entonces Besas era un monofisita (probablemente moderado).
Reaparece en 531, durante la Guerra de Iberia contra Persia, cuando fue nombrado dux Mesopotamiae, estableciendo Martirópolis como su base. En este puesto, Besas mandó quinientos soldados de caballería contra el ejército persa destacado en la misma zona fronteriza, que comprendía setecientos soldados de infantería y caballería a las órdenes de los generales Gadar y Yazdgerd. Los bizantinos combatieron contra los persas a orillas del Tigris, choque en el que resultaron vencedores, matando a Gadar y tomando a Yazdgerd prisionero. Posteriormente Besas atacó la provincia de Arzanena (ubicada al oeste del Reino de Armenia) y regresó a Martirópolis. En represalia por esta acción, el sah persa Kavad I envió contra Martirópolis un gran ejército comandado por tres generales experimentados: Bawi, Merméroes y Chanaranges. Los persas sitiaron la ciudad durante el otoño, excavando trincheras y construyendo minas, pero la guarnición, bajo Besas y Buces, se mantuvo firme. Por último, la entrada del invierno, la llegada de numerosos refuerzos bizantinos a la cercana Amida y la noticia de la muerte de Kavad, obligaron a los oficiales persas a levantar el cerco (en noviembre o diciembre). Poco después de su retirada, una fuerza de sabiros hunos, que los persas habían contratado como mercenarios, invadió territorio romano y penetró hasta Antioquía, pero Besas interceptó un grupo de estos atacantes, los derrotó, capturó quinientos caballos y obtuvo un gran botín.

## Acciones en Italia
En 535, se designó a Besas como uno de los lugartenientes de Belisario (junto con Constanciano y Peranio) para la campaña contra el reino ostrogodo de Italia. Acompañó a su superior en las primeras etapas de la campaña, desde la recuperación de Sicilia hasta el asedio de Nápoles, y estuvo presente en la caída de esta última en noviembre del año 536. A partir de ahí el ejército bizantino avanzó sobre Roma, que capturó sin luchar. Belisario envió a Constanciano y Besas para adueñarse de varias ciudades periféricas, pero cuando se enteró de que el nuevo rey godo, Vitiges, marchaba hacia Roma, los llamó de regreso. Besas se detuvo durante un tiempo cerca de la ciudad de Narni, que controlaba la ruta directa desde la capital goda, Rávena, que atravesaba los Apeninos hasta Roma, y allí se encontró con la vanguardia goda, a la que derrotó en una escaramuza.
Posteriormente, durante el asedio godo de Roma que duró un año, Besas mandó las tropas que defendían la Porta Prenestina y se distinguió en una serie de escaramuzas. Nada se sabe de su papel en los acontecimientos posteriores hasta 540, excepto que fue probablemente en esta época cuando se le elevó al rango de patricius. A principios de 538, Besas había protegido a Belisario cuando el general Constanciano trató de matarlo durante una disputa, pero en 540, cuando Belisario se preparaba para entrar en Rávena con el pretexto de aceptar la oferta goda de convertirse en emperador de Occidente, sintió que no podía confiar en Besas y lo envió junto con otros generales problemáticos, tales como Juan y Narsés a ocupar plazas remotas en Italia.
Después de que Belisario fuera retirado de la campaña a mediados del 540, Besas permaneció en Italia. Justiniano no nombró un comandante supremo para reemplazar a Belisario y, como resultado, los distintos generales bizantinos que quedaron en Italia fueron incapaces de coordinar sus acciones. En lugar de haber sometido los últimos restos de los ostrogodos en el norte de Italia, optaron por refugiarse en distintas ciudades fortificadas, lo que permitió a los godos reorganizarse en torno a un nuevo jefe, Hildibaldo. Este marchó sobre Treviso y derrotó a una fuerza bizantina capitaneada por Vitaliano, tras lo cual Besas avanzó con sus tropas hasta Plasencia. A finales de 541, después de que Totila se hubiera convertido en rey de los godos, Besas y otros comandantes bizantinos se reunieron en Rávena para coordinar sus fuerzas, pero las tropas imperiales fueron rechazadas en Verona y vencidas en Faventia por las huestes de Totila. Los godos después invadieron Toscana y amenazaron Florencia, en poder del general Justino. Besas, junto con Juan y Cipriano, marcharon en auxilio de Justino. Los godos se retiraron antes de que pudieran llegar los refuerzos bizantinos, pero cuando esos últimos los perseguían, los godos cayeron sobre ellos obligándolos a huir. Después de esta nueva derrota, los mandos bizantinos se dispersaron de nuevo hacia distintas ciudades y abandonaron otras a su suerte. Besas se retiró con sus fuerzas a Espoleto.
Nada se sabe de sus actividades desde entonces hasta principios de 545, momento en que se le nombró comandante de la guarnición de Roma. Junto con el general Conón estuvo a cargo de la defensa de la ciudad durante el asedio de Totila del 546. Durante el sitio se limitó a mantener una defensa pasiva, negándose a pelear fuera de los muros, incluso cuando Belisario, que había regresado de Oriente arribando con refuerzos en el Portus Romanus, le ordenó hacerlo. Como consecuencia, los intentos de Belisario para socorrer a la ciudad sitiada fracasaron. Procopio critica duramente a Besas por su actitud durante el asedio.
Durante el cerco, desatendió a la población civil de la ciudad y se enriqueció con la venta a precios exorbitantes a la población hambrienta del grano que había acumulado. Los civiles estaban tan agotados por el hambre que cuando Besas finalmente permitió salir de la ciudad a quienes quisieran hacerlo, muchos simplemente murieron en el camino, mientras que otros fueron asesinados fácilmente por los godos. Por último, demostró negligencia en la conducción de la defensa, y permitió que se desatendieran las medidas de seguridad: los guardias dormían en sus puestos y se abandonaron las patrullas. Esto permitió que cuatro soldados isáuricos se pusieran en contacto con Totila y, el 17 de diciembre del 546, la ciudad fue entregada a los godos. Besas logró escapar con la mayor parte de la guarnición, pero tuvo que abandonar las riquezas que había acumulado, que cayeron en manos de los godos. Después de su pésima actuación en Italia, aparentemente se le mandó de regreso a Constantinopla.

## Vuelta a la frontera oriental y mando en Lázica

Mapa de Lázica y regiones circundantes en la Antigüedad tardía.

Besas vuelve a aparecer en el año 550, después de que un gran ejército bizantino dirigido por Dagisteo (magister militum de Armenia) fracasara en la captura de la estratégica fortaleza de Petra durante la guerra con los persas en Lázica (Georgia occidental). Para sorpresa de todos —y con severas críticas, en vista de su avanzada edad y del fracaso en Roma— Justiniano nombró a Besas como sucesor de Dagisteo y le confió el mando de la guerra en Lázica.
Besas primero envió una fuerza expedicionaria para suprimir una rebelión entre los abasgos, que habitaban al norte de Lázica. La expedición, bajo el mando de Juan Guces, fue un éxito, y el caudillo abasgo Opsites se vio obligado a huir a través del Cáucaso con los sabiros hunos. En la primavera de 551, después de un largo asedio y en gran parte gracias a su perseverancia y valentía, los bizantinos y sus aliados sabiros (unos seis mil soldados) capturaron Petra. Pocos persas continuaban resistiendo desde la ciudadela, pero Besas ordenó su incendio. Después de la victoria, dictaminó que las murallas de la ciudad fueran derribadas.
Si la captura de Petra redimió a Besas ante los ojos de sus contemporáneos, sus acciones posteriores empañaron su imagen de nuevo: en lugar de aprovechar su triunfo y capturar los pasos de montaña que conectaban Lázica con la provincia persa de Iberia, se retiró al oeste, a las provincias romanas del Ponto, y se ocupó de su administración. Esta inactividad permitió a los persas capitaneados por Merméroes consolidar su control sobre la parte oriental de Lázica. Las fuerzas bizantinas en Lázica se retiraron hacia el oeste hasta la desembocadura del Fasis, mientras que los lazos, incluyendo su rey Gubazes y su familia, se refugiaron en las montañas. A pesar de soportar duras condiciones en el invierno de 551-552, Gubazes rechazó las ofertas de paz enviadas por los emisarios de Merméroes. En 552, los persas se reforzaron sustancialmente, pero sus ataques a las fortalezas en poder de los bizantinos y los lazos fueron rechazados.
Besas reaparece en la campaña de 554, cuando fue nombrado comandante conjunto de Lázica con Martino, Buces y Justino. Gubazes, sin embargo, pronto se manifestó contra Justiniano por la incompetencia de los generales bizantinos. Besas fue destituido, sus propiedades fueron confiscadas, y fue enviado al exilio entre los abasgos. Nada más se sabe de él a partir de entonces.